# 舒鵬翼
舒鵬翼（1506年—1565年），字于南，四川保寧守禦千戶所軍籍，閬中縣人，明朝政治人物。

## 生平
嘉靖四年（1525年）乙酉科四川鄉試第六十名舉人。嘉靖十四年（1535年）中式乙未科會試第五十一名，登第三甲第二百一十五名進士。授行人，十八年十一月选授广西道試監察御史，十九年九月因弹劾尚书霍韬、翊国公郭勋、大学士夏言，忤旨，降二级调外任，降山西布政使司检校。

## 家族
曾祖舒榮；祖父舒昻；父舒全，母沈氏。